# Амоко Кадис
«Амоко Кадис» (Amoco Cadiz) — бывший супертанкер, ходивший под либерийским флагом («удобный флаг»), принадлежавший американской компании «Амоко». 16 марта 1978 года он сел на мель в 5 км (3 милях) от побережья Бретани (Франция), и в конечном итоге, расколовшись на три части, затонул, в результате чего случился крупнейший на тот момент нефтяной разлив в истории.

## Крушение
«Амоко Кадис», наполненный 1 604 500 баррелями (219 797 тоннами) легкой нефти из порта Рас-Таннура (Саудовская Аравия) и острова Харк (Иран) направлялся в Роттердам (Голландия). При входе в пролив Ла-Манш на судне произошла серьезная авария руля, и оно потеряло управление. С «Амоко Кадиса» был сделан запрос о помощи. Ближайшее подходящее спасательное судно — западногерманский буксир «Пасифик» — находился совсем близко, во французском порту Брест.
Капитан «Пасифика» сперва решил связаться по радио со своим начальством — спасательной компанией, от которой хотел получить разрешение и инструкции. Когда из Гамбурга пришел ответ, в Ла-Манше уже бушевал шторм, а танкер начало сносить к берегу. Единственный якорь не держал.
Пользуясь безвыходным положением танкера и руководствуясь полученными инструкциями, капитан «Пасифика» ещё до начала буксировки потребовал за спасение большую сумму. В течение трех часов в штормовом море шел торг между капитанами спасаемого и спасательного судов, а тем временем танкер все ближе и ближе подносило к берегу. Наконец, когда стороны пришли к согласию и «Пасифику» были обещаны два миллиона долларов, буксир поволок «Амоко Кадис» в открытое море, но на четвёртой минуте лопнул буксирный трос. Для того чтобы завести новый в условиях десятибалльного шторма, потребовалось ещё три часа, но и этот трос не выдержал.
Около 10 вечера 16 марта неуправляемый танкер сел на камни, пробившие подводную часть, вода затопила машинное отделение. Отдаленность места катастрофы от портов и продолжающийся шторм сильно затрудняли спасательные работы. Тем не менее, к двум часам ночи французским вертолетчикам удалось снять с гибнущего корабля всех членов экипажа. На рассвете 17 марта танкер разломился, и в море полилась нефть.

## Очистка от нефти и последствия для окружающей среды
Поскольку катастрофа произошла очень близко от берега, а ветры в марте постоянно дули с запада, от «черного прилива» значительно пострадало все побережье Бретани — почти 400 км.
Очищать побережье принялись сразу же. Так за 1-й день работы удалось убрать 150 тонн загрязненной воды, но из танкера все лилась нефть. Приливом её выбрасывало на уже очищенные участки пляжа вместе с погибшими рыбами, птицами, моллюсками, водорослями. Выдвигались предложения поджечь нефть, но власти, опасаясь за прибрежные постройки, не поддержали его. В конце концов, берег посыпали тальком. Смешиваясь с нефтью, он образовывал комки, которые граблями собирали в цистерны.
Подсчитано, что за все время было собрано порядка 100 тысяч тонн воды, смешанной с нефтью, однако количество нефти, выделенной из этой смеси, едва ли превысило 20 тысяч тонн. Погибли устричные плантации, огромное количество рыбы и птицы. Спасательные работы обошлись в 460 миллионов франков.

## Юридические последствия
Европейские морские государства подписали «Парижский меморандум о взаимопонимании по контролю судов государством порта» (англ. Paris memorandum of understanding (MoU) on State Port Control), который был срочно подготовлен вместо ранее готовившегося вступить в силу в марте 1978 года Гаагского, главным образом регулировавшего условия труда и быта моряков на борту судов. Парижский меморандум же осветил и вопросы безопасности мореплавания.